# William Stanhope (2e comte de Harrington)
Pour les articles homonymes, voir William Stanhope et Stanhope.
William Stanhope, 2e comte de Harrington (18 décembre 1719 – 1er avril 1779) est un homme politique et général britannique.

## Biographie
Il est le fils de William Stanhope (1er comte de Harrington), il suit une carrière militaire et rejoint la garde à Pied en 1741, et est député pour Aylesbury. Il est blessé à la bataille de Fontenoy et peu de temps après (5 juin 1745), il est nommé colonel de la deuxième troupe de grenadiers à cheval de la garde, un poste qu'il occupe pendant le reste de sa vie.
En 1747, il est député de Bury St Edmunds, et en 1755, est promu major-général. Il devient comte en 1756, et est promu lieutenant-général en 1758 et général en 1770.
Il est connu pour la société comme "le bouc de qualité" pour la dissipation de sa vie personnelle: il visite le bordel de Sarah Prendergast à King's Place, St James, à Londres, quatre fois par semaine. Son épouse Lady Harrington forme "La Nouvelle Coterie féminine", un groupe de Demi-mondaines qui se réunit dans la même maison.

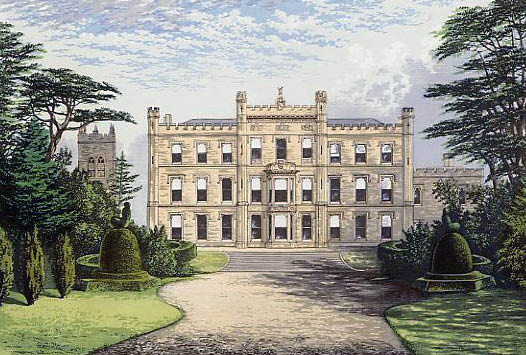
Elvaston Castle

## Mariage et descendance
Il épouse Caroline FitzRoy (1722-1784), fille de Charles FitzRoy (2e duc de Grafton), le 11 août 1746. Ils ont sept enfants:
- Caroline Stanhope (11 mars 1747 – 9 février 1767), mariée à Kenneth Mackenzie (1er comte de Seaforth)
- Isabella Stanhope (c. 1748 – 29 janvier 1819), épouse de Charles Molyneux (1er comte de Sefton)[3]
- Amelia Stanhope (24 mai 1749 – 5 septembre 1780), épouse de Richard Barry, 6e comte de Barrymore
- Charles Stanhope (3e comte de Harrington) (1753-1829)
- Henry Fitzroy Stanhope (29 mai 1754 – 20 août 1828), épouse Elizabeth Falconer. Il passe devant une cour martiale en juin 1783, pour ses actions au cours de l'invasion de Tobago, mais est déclaré non coupable[4]. Le Lieutenant-Gouverneur de l'île George Ferguson est également innocenté de tout blâme à la suite d'une enquête[5]. Henry Stanhope devient député de Bramber de février 1782 à 1784[6].
- Henrietta Stanhope (c. 1756 – 2 janvier 1781), mariée à Thomas Foley (2e baron Foley)
- Anna Maria Stanhope (c. 1760 – 18 octobre 1834), mariée en premières noces à Thomas Pelham-Clinton (3e duc de Newcastle) et en secondes noces à Charles Craufurd.